# Поверхня Шерка

Анімація перетворення першої та другої поверхні Шерка однієї в одну: вони є членами одного асоційованого сімейства мінімальних поверхонь.

У математиці поверхня Шерка (на честь Генріха Шерка) є прикладом мінімальної поверхні. Шерк описав дві повні вкладені мінімальні поверхні в 1834 році; його перша поверхня є подвійно періодичною поверхнею, друга — одноперіодичною. Вони були третім нетривіальним прикладом мінімальних поверхонь (першими двома були катеноїд і гелікоїд). Дві поверхні є спряженими одна з одною.
Поверхні Шерка виникають при вивченні деяких граничних задач мінімальних поверхонь і при вивченні гармонійних дифеоморфізмів гіперболічного простору.

## Перша поверхня Шерка
Перша поверхня Шерка є асимптотичною для обидвох взаємноортогональних нескінченних сімейств паралельних площин, які зустрічаються в околі z=0 у шаховому порядку перемикаючих арок. Вона містить нескінченну кількість прямих вертикальних ліній.

### Побудова простої поверхні Шерка

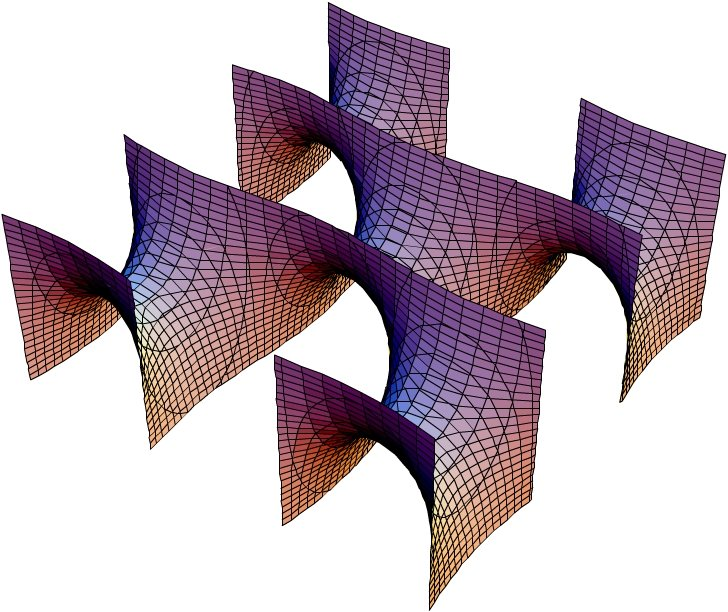
П'ять елементарних комірок, розміщених разом

Розглянемо таку задачу мінімальної поверхні на квадраті в евклідовій площині: для натурального числа n знайдимо мінімальну поверхню Σ n задану графіком певної функції
{\displaystyle u_{n}:\left(-{\frac {\pi }{2}},+{\frac {\pi }{2}}\right)\times \left(-{\frac {\pi }{2}},+{\frac {\pi }{2}}\right)\to \mathbb {R} }
такий, що
{\displaystyle \lim _{y\to \pm \pi /2}u_{n}\left(x,y\right)=+n{\text{ for }}-{\frac {\pi }{2}}<x<+{\frac {\pi }{2}},}
{\displaystyle \lim _{x\to \pm \pi /2}u_{n}\left(x,y\right)=-n{\text{ for }}-{\frac {\pi }{2}}<y<+{\frac {\pi }{2}}.}
Тобто u n задовольняє рівняння мінімальної поверхні
{\displaystyle \mathrm {div} \left({\frac {\nabla u_{n}(x,y)}{\sqrt {1+|\nabla u_{n}(x,y)|^{2}}}}\right)\equiv 0}
і
{\displaystyle \Sigma _{n}=\left\{(x,y,u_{n}(x,y))\in \mathbb {R} ^{3}\left|-{\frac {\pi }{2}}<x,y<+{\frac {\pi }{2}}\right.\right\}.}
Чим, якщо існує, є гранична поверхня, якщо n прямує до нескінченності? Відповідь дав Г. Шерк у 1834 р.: гранична поверхня Σ є графіком
{\displaystyle u:\left(-{\frac {\pi }{2}},+{\frac {\pi }{2}}\right)\times \left(-{\frac {\pi }{2}},+{\frac {\pi }{2}}\right)\to \mathbb {R} ,}
{\displaystyle u(x,y)=\log \left({\frac {\cos(x)}{\cos(y)}}\right).}
Тобто поверхня Шерка на квадраті є
{\displaystyle \Sigma =\left\{\left.\left(x,y,\log \left({\frac {\cos(x)}{\cos(y)}}\right)\right)\in \mathbb {R} ^{3}\right|-{\frac {\pi }{2}}<x,y<+{\frac {\pi }{2}}\right\}.}

### Більш загальні поверхні Шерка
Подібні задачі мінімальної поверхні можна розглядати й на інших чотирикутниках евклідової площини. Цю ж задачу можна також розглянути про чотирикутники в гіперболічній площині. У 2006 році Гарольд Розенберг і Паскаль Коллін використовували гіперболічні поверхні Шерка для побудови гармонійного диффеоморфізму з комплексної площини на гіперболічну площину (одиничний диск з гіперболічною метрикою), тим самим спростувавши гіпотезу Шоена–Яу .

## Друга поверхня Шерка

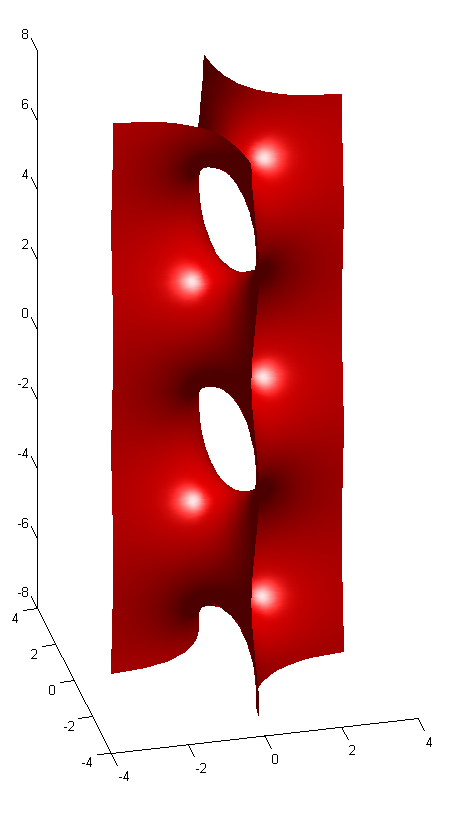
Друга поверхня Шерка

Друга поверхня Шерка глобально виглядає як дві ортогональні площини, перетин яких складається з послідовності тунелів у позмінних напрямках. Її перетини з горизонтальними площинами урворють гіперболи.
Задається неявним рівнянням:
{\displaystyle \sin(z)-\sinh(x)\sinh(y)=0}
Вона має параметризацію Вейєрштрасса-Еннепера {\displaystyle f(z)={\frac {4}{1-z^{4}}}}, {\displaystyle g(z)=iz} і її можна параметризувати:
{\displaystyle x(r,\theta )=2\Re (\ln(1+re^{i\theta })-\ln(1-re^{i\theta }))=\ln \left({\frac {1+r^{2}+2r\cos \theta }{1+r^{2}-2r\cos \theta }}\right)}
{\displaystyle y(r,\theta )=\Re (4i\tan ^{-1}(re^{i\theta }))=\ln \left({\frac {1+r^{2}-2r\sin \theta }{1+r^{2}+2r\sin \theta }}\right)}
{\displaystyle z(r,\theta )=\Re (2i(-\ln(1-r^{2}e^{2i\theta })+\ln(1+r^{2}e^{2i\theta }))=2\tan ^{-1}\left({\frac {2r^{2}\sin 2\theta }{r^{4}-1}}\right)}
для {\displaystyle \theta \in [0,2\pi )} і {\displaystyle r\in (0,1)} . Це дає один період поверхні, який потім можна симетрично розширити по осі z.
Поверхня була узагальнена Г. Карчером до сідловидної вежі — сімейства періодичних мінімальних поверхонь.
Цю поверхню в літературі іноді називають п'ятою поверхнею Шерка. Аби знизити можливості для плутанини, можна називати її одноперіодичною поверхнею Шерка або вежею Шерка.